# Mistrzostwa Europy w Lekkoatletyce 2012 – skok w dal kobiet
Skok w dal kobiet – jedna z konkurencji rozegranych podczas lekkoatletycznych mistrzostw Europy na Stadionie Olimpijskim w Helsinkach.

## Terminarz
| Data       | Godzina |            |
| ---------- | ------- | ---------- |
| 27 czerwca | 9:00    | Eliminacje |
| 28 czerwca | 17:25   | Finał      |

## Rekordy
Tabela prezentuje rekord świata, rekord Europy, rekord mistrzostw Europy, a także najlepsze rezultaty na świecie i w Europie w sezonie 2012 przed rozpoczęciem mistrzostw.
|                          | Zawodnik           | Wynik | Miejsce    | Data                  |
| ------------------------ | ------------------ | ----- | ---------- | --------------------- |
| Rekord świata            | Galina Czistiakowa | 7,52  | Petersburg | 11 czerwca 1988(dts)  |
| Listy światowe           | Brittney Reese     | 7,12  | Walnut     | 21 kwietnia 2012(dts) |
| Listy europejskie        | Anna Nazarowa      | 7,11  | Moskwa     | 20 czerwca 2012(dts)  |
| Rekord mistrzostw Europy | Heike Drechsler    | 7,30  | Split      | 26 sierpnia 1990(dts) |
| Rekord Europy            | Galina Czistiakowa | 7,52  | Petersburg | 11 czerwca 1988(dts)  |

## Rezultaty

### Eliminacje
| Pozycja | Grupa | Zawodniczka               | Reprezentacja   | #1   | #2   | #3   | Rezultat | Uwagi |
| ------- | ----- | ------------------------- | --------------- | ---- | ---- | ---- | -------- | ----- |
| 1       | A     | Margrethe Renstrøm        | Norwegia        | X    | X    | 6,66 | 6,66     | Q, SB |
| 1       | B     | Éloyse Lesueur            | Francja         | 6,66 | -    | -    | 6,66     | Q     |
| 3       | A     | Sosthene Taroum Moguenara | Niemcy          | X    | 6,29 | 6,62 | 6,62     | q     |
| 4       | A     | Swietłana Dieniajewa      | Rosja           | 6,41 | 5,73 | 6,53 | 6,53     | q     |
| 5       | A     | Marharyta Twerdochlib     | Ukraina         | 6,12 | 6,15 | 6,53 | 6,53     | q     |
| 6       | B     | Wolha Sudarawa            | Białoruś        | 6,29 | 6,36 | 6,44 | 6,44     | q     |
| 7       | B     | Irène Pusterla            | Szwajcaria      | 6,02 | 6,34 | 6,44 | 6,44     | q     |
| 8       | B     | Ineta Radēviča            | Łotwa           | 6,25 | 6,44 | 6,31 | 6,44     | q     |
| 9       | A     | Melanie Bauschke          | Niemcy          | X    | 6,43 | 6,30 | 6,43     | q     |
| 10      | A     | Jana Velďáková            | Słowacja        | 6,32 | 6,41 | X    | 6,41     | q     |
| 11      | A     | Concepción Montaner       | Hiszpania       | 6,39 | 6,39 | 6,34 | 6,39     | q     |
| 12      | A     | Lauma Grīva               | Łotwa           | X    | 6,37 | 6,36 | 6,37     |       |
| 13      | A     | Teresa Dobija             | Polska          | X    | 6,23 | 6,36 | 6,36     |       |
| 14      | A     | Ivana Španović            | Serbia          | X    | X    | 6,33 | 6,33     |       |
| 15      | B     | Nektaria Panayi           | Cypr            | X    | 6,01 | 6,31 | 6,31     |       |
| 16      | A     | Viorica Ţigău             | Rumunia         | 6,19 | X    | 6,29 | 6,29     |       |
| 17      | B     | María del Mar Jover       | Hiszpania       | 6.15 | 4,77 | 6,27 | 6,27     |       |
| 18      | B     | Oksana Żukowska           | Rosja           | 6,16 | 5,97 | 6,26 | 6,26     |       |
| 19      | A     | Cristina Sandu            | Rumunia         | 6,22 | X    | X    | 6,22     |       |
| 20      | B     | Alina Rotaru              | Rumunia         | 6,19 | 5,99 | X    | 6,19     |       |
| 21      | B     | Abigail Irozuru           | Wielka Brytania | X    | 4,22 | 6,19 | 6,19     |       |
| 22      | B     | Anna Jagaciak             | Polska          | X    | 6,16 | X    | 6,16     |       |
| 23      | B     | Sinje Florczak            | Niemcy          | 6,15 | 5,99 | 6,11 | 6,15     |       |
| 24      | B     | Wiktorija Mołczanowa      | Ukraina         | 6,06 | 5,42 | 6,12 | 6,12     |       |
| 25      | A     | Chrystyna Hryszutina      | Ukraina         | X    | 5,77 | 6,08 | 6,08     |       |
| 26      | A     | Māra Grīva                | Łotwa           | 5,90 | 6,00 | X    | 6,00     |       |
| 27      | A     | Renata Medgyesová         | Słowacja        | 5,95 | X    | 5,73 | 5,95     |       |
| 28      | A     | Maiko Gogoladze           | Gruzja          | 5,71 | X    | X    | 5,71     |       |
| 29      | A     | Anna Sirvent              | Andora          | X    | 4,27 | 4,43 | 4,43     |       |
| 30 !    | A     | Karin Mey Melis           | Turcja          | 6,66 | -    | -    | 6,66     | DSQ   |

### Finał
| Pozycja | Zawodniczka               | Reprezentacja | #1   | #2   | #3   | #4   | #5   | #6   | Rezultat | Uwagi |
| ------- | ------------------------- | ------------- | ---- | ---- | ---- | ---- | ---- | ---- | -------- | ----- |
|         | Éloyse Lesueur            | Francja       | 6,81 | X    | 3,61 | 6,57 | X    | X    | 6,81     | SB    |
|         | Wolha Sudarawa            | Białoruś      | 6,59 | 6,51 | X    | 6,38 | 6,74 | 6,51 | 6,74     |       |
|         | Margrethe Renstrøm        | Norwegia      | X    | X    | 6,51 | X    | 6,67 | X    | 6,67     | SB    |
| 4       | Sosthene Taroum Moguenara | Niemcy        | 6,59 | X    | 6,53 | 6,57 | 6,48 | 6,66 | 6,66     |       |
| 5       | Ineta Radēviča            | Łotwa         | 6,43 | X    | 6,55 | X    | 6,49 | 6,33 | 6,55     |       |
| 6       | Irène Pusterla            | Szwajcaria    | 6,53 | 6,50 | 4,96 | 6,32 | 6,40 | 6,35 | 6,53     |       |
| 7       | Melanie Bauschke          | Niemcy        | 6,50 | X    | 6,36 | 6,47 | 6,34 | 6,39 | 6,50     |       |
| 8       | Swietłana Dieniajewa      | Rosja         | 6,40 | X    | 6,33 | -    | -    | -    | 6,40     |       |
| 0       | Jana Velďáková            | Słowacja      | 6,16 | X    | 6,31 | -    | -    | -    | 6,31     |       |
| 10      | Concepción Montaner       | Hiszpania     | X    | 6,07 | 6,26 | -    | -    | -    | 6,26     |       |
| 11      | Marharyta Twerdochlib     | Ukraina       | X    | X    | X    | -    | -    | -    | NM       |       |
| 12 !    | Karin Mey Melis           | Turcja        | 6,60 | 6,51 | 6,41 | X    | 6,62 | 6,63 | 6,63     | DSQ   |